# Речни акули
Речните акули (Glyphis) са род от пет редки вида акули представители на семейство Carcharhinidae. Водят потаен начин на живот и е възможно да има все още неописани за науката видове. Точното им географско разпространение е несигурно, но известните видове са документирани в някои части на Южна и Югоизточна Азия и Австралия. Като членове на семейство Carcharhinidae речните акули споделят основните характеристики на групата. Бичата акула (Carcharhinus leucas) понякога наричана речна акула и акулата на Ганг не бива да се бърка с речните акули от Glyphis.

## Видове
- Glyphis fowlerae Compagno, W. T. White & Cavanagh]], 2010 (Борнейска речна акула)
- Glyphis gangeticus J. P. Müller & Henle, 1839) (Гангска акула)
- Glyphis garricki Compagno, W. T. White & Last, 2008 (Северна речна акула)
- Glyphis J. P. Müller & Henle, 1839 (Обикновена речна акула)
- Glyphis siamensis Steindachner, 1896 (Иравадийска речна акула)
- †Glyphis hastalis